# Петко Тенев
Петко Тенев е бивш български футболист, защитник.
Играл е за Берое (1980/пр.-1989), Спартак (Варна) (1989 – 1991) и Розова долина (1991 – 1993). Има 194 мача и 4 гола за Берое в А група и 27 мача с 1 гол в Б група. С отбора на Берое е шампион на България през 1986 и двукратен носител на Балканската клубна купа през 1983 и 1984 г. Има 1 мач за А националния отбор на 29 октомври 1986 г. срещу Тунис (3:3). За Берое има 6 мача в евротурнирите (2 за КЕШ и 4 за купата на УЕФА). Елегантен централен защитник, един от най-силните състезатели на „Берое“.